# PPNB
A PPNB egy angol régészeti szakkifejezés nemzetközileg elterjedt rövidítése, amely egy közel-keleti neolitikus régészeti kultúrát jelöl. A rövidítés feloldva Pre-Pottery Neolithic B – azaz Kerámia Előtti Neolitikus (kultúra) B változata (korábban kialakult a PPNA, később pedig a PPNC is). A PPNB-kultúra elsősorban abból a szempontból bír különleges jelentőséggel, hogy ekkor jelentek meg a négyszögletes épületek, illetve az emeletes építkezés.

## Elhelyezkedése időben és térben
A PPNB a PPNA-t váltotta fel Kr. e. 7300 körül, és ezután mintegy 1400 éven át létezett. Négy szakaszát szokás elkülöníteni:
1. Korai: Kr. e. 7500 – Kr. e. 7200
2. Középső:  Kr. e. 7200 – Kr. e. 6500
3. Kései: Kr. e. 6500 – Kr. e. 6000
4. Végső/PPNC: Kr. e. 6000 – Kr. e. 5900

A radiokarbonos kormeghatározás adatai alapján a Levante északi részén és Anatólia déli vidékein jelent meg. Egyes tudósok az egész levantei térséget jelölik meg a PPNB eredetének helyeként, ugyanis a koponyák agyagból való megmintázásának jellegzetes szokása innen indult ki.
A korszak végén számos települést elhagytak lakói. Ennek mindmáig nincs biztos magyarázata, bár sokan arra következtetnek, hogy klimatikus változás következett be.

## Településszerkezet, házak
A PPNA földműves települései ebben az időszakban továbbfejlődtek, és jelentősen megnőttek: a korábbi három hektárról a maximális településterület 16 hektárra növekedett. Mindez a falvak lélekszámának megnövekedésével párhuzamosan történt különböző termékeny völgyekben és medencékben. A nagyobb településeken akár 1000-2000 ember is élhetett.
Kulcsszerepet játszottak ebben az időszakban Anatólia települései, mint a híres Çatal Hüyük vagy Çayönü. Nem tudni, hogy a korábban Levantéban földet művelő népesség települt szét ide is, vagy pusztán a korábban halász-vadász életmódot folytató csoportok vették át az újítást. Kisebb, vadászok és gyűjtögetők bázisául szolgáló települések a perifériákra voltak jellemzőek (El-Kom-medence, Fekete-sivatag, Azrak-medence, Dél-Jordánia, Negev, Sínai-félsziget). Az ezekben talált raktárak, kagylóhéjak és őrlőkövek arra utalnak, hogy sokukat huzamosabb ideig használták.
A PPNB során jelentek meg a történelem során először négyszögletes lakóházak. Az ovális alapú épületek továbbra is fennmaradtak – elsősorban a periféria kis telepein – ám a nagyobb helységekben rohamosan terjedt el az új háztípus. Ennek belseje ritkán volt osztott, alapja kőből készült, falait pedig agyagból tapasztották. Sok esetben gipszből emelet is készült. Regionális különbségek természetesen léteztek, így pl. Badzsa és Ajn Gazal döntő többségben emeletes házakból épült fel, és az előbbiben 4 méter magas kőfalak maradtak fenn. Ramadban az egyszobás, Çayönü, Baszta és Nevali Cori falvaiban a többszobás házak voltak a jellemzőek. A jodániai Bejdza és Baszta, a szíriai Bukrasz és az anatóliai Nevali Cori egyes házait a tetőn keresztül lehetett megközelíteni.
Ekkor jelentek meg először a közösségi épületek: Jerikóban egy négyzetalapú, agyagtéglákból készült épület, Ain Gazalban egy kerek, Nevali Coriban pedig egy négyzetalapú, kőből épült szentély került elő.

## Mezőgazdaság
A PPNB korszakának települései egyértelműen növénytermesztésből tartották fenn magukat, és ebben az időszakban jelentek meg nagy számban a domesztikált állatok. Az esős éghajlat szintén kedvezett a mezőgazdaság fejlődésének. Kezdetben télen és nyáron is számottevő csapadék hullott, később melegedés indult meg, ami száraz, meleg nyarakat és csapadékos teleket eredményezett.
Megfigyelhető a juh- és kecskepásztorkodás irányába történő specializáció, valamint a zöldségfélék jelentőségének növekedése. Az első időszakban a kétsoros árpa volt a legfontosabb gabonaféle, de meglehetősen elterjedtté vált az alakorbúza és a tönkebúza is. A későbbi időszakra mindezt a csépelést nem igénylő gabonafélék (hatsoros árpa) váltotta fel.  Rozst csak Nyugat-Anatóliában és Abu Hurejrában, lencsét viszont gyakorlatilag mindenütt termesztettek, és a borsó is szélesebb körben terjedt el. Lednek és csicseriborsó törökországi és levantei lelőhelyekről került elő.
A házi lent feltehetően Jerikóban kezdték el termelni, és számos helyen elterjedt alapanyaggá vált. A gyümölcsök és más termések közül alapvetően a pisztácia, a füge, a mandula, a kapribogyó és a szőlő fogyasztása emelendő ki.
Az állattenyésztés első nyomai Levante déli vidékeiről származnak, ám valószínűsíthető, hogy északról terjedt ide ez az tevékenység. A háziasítás kronológiája még ma sem végleges, de mindenképpen a növénytermesztés megindulása után következett be. A középső PPNB korszakban még egyértelműen a földművelést kiegészítő vadászat volt jellemző, a hangsúly azonban a kecskefélékre tevődött át a gazellákról. Elsőként feltehetően a könnyebben kezelhető juhot háziasították, majd a kecskéket, bár ellenvélemények is vannak. Ezt a két fajt követte a szarvasmarha és a PPNB végére a sertés.

## Kézművesség, kereskedelem
A kőtárgyakra ebben az időben földrajzi alapú kettősség jellemző: a Zagroszban a pattintott pengék, PPNB területein a csiszolt kőeszközök (pengék, nyílhegyek, sarlók, fúrók, lyukasztók) jellemzőek. Az obszidián megmunkálását pattintással végezték, és a fekete anyagból számos pengét készítettek. Sok esetben hőkezelték a pengéket, és gyakran fényesítették is.
A hamuból és gipszből készült edények a középső PPNB időszakban jelentek meg, az első agyag fazekastárgyak pedig az időszak végén. Az első agyagedényt a Zagroszban találták.
A növénytermesztés kultúráinak és technikáinak széles körű elterjedése kiterjedt gazdasági kapcsolatokra utal az egyes területek között. Ennek kiváló jelzői a Vörös- és a Földközi-tengerből származó kagylók és a mindenütt népszerű anatóliai obszidián általános jelenléte. A letelepedett földművesek és a nomád vadászcsapatok közötti interakcióra is számos jel utal.

## Társadalom, temetkezés, művészetek
A megnövekedett lélekszámú településeken feltehetően társadalmi differenciálódás ment végbe. Lehetővé vált, hogy a közösségeken belül alakuljanak családok, ami elzárkózást, önazonosság-tudatot eredményezhetett.
A temetkezésben előtérbe kerülnek a közös sírok, valamint a koponyaleválasztás és -agyagozás. Ez utóbbi jelenség elképzelhető, hogy az ősök tiszteletének előtérbe kerülésére utal. A leszármazotti viszony tudatosodását és tiszteletét egyes tudósok etnográfiai kutatásokra hivatkozva a tulajdon megjelenésével hoznak kapcsolatba.
A PPNB jellemző műtárgyai kisplasztikák, amelyek leginkább gipszből – olykor csontból vagy mészkőből – készültek, és többnyire nőket vagy nem nélküli embereket ábrázoltak szemben a Natúf-kultúra állatábrázolásainak dominanciájával. Mindemellett kevés állatszobrot is találtak a régészek.

## Lelőhelyek
Jerikó továbbra is lakott, jelentős település maradt ebben az időszakban. Szintén nem néptelenedett el Ajn Gazal. A mezolitikus gyökerekre visszatekintő Abu Hurejra a PPNB idején vált ismét lakottá, ám az időszak végén végleg elhagyták. Nagy jelentősége volt a már-már városnyi méretű Çatal Hüyüknek és Çayönünek Anatóliában.